# مسجد جامع مهرآباد
مسجد مِهرآباد یکی از مسجدهای تاریخی شهر بناب است که در مرکز این شهر و در میدانی به همین نام قرار گرفته‌است. بنای این مسجد براساس کتیبهٔ موجود در ضلع شمالی آن به سال ۹۵۱ هجری و دوران حکومت شاه تهماسب یکم رسیده و بانی آن بی‌بی‌جان خانم منصوربیگ بوده‌است. مسجد مهرآباد دارای شبستان، صحن و مناره‌های کاشی‌کاری‌شده‌است.
این مسجد یکی از چندین مسجد ساخته شده به دست صفویان در بناب است و در تاریخ ۱ فروردین ۱۳۴۷ با شمارهٔ ثبت ۷۸۹ به‌عنوان یکی از آثار ملی ایران به ثبت رسیده‌است. سر ستون‌های این اثر معماری، یکی از جلوه‌های هنر ایرانی در دوره صفوی است. حمام تاریخی مهر آباد نیز روبروی همین مسجد واقع شده‌است.

## شبستان
شبستان اصلی مسجد مهرآباد در بخش جنوبی صحن قرار گرفته و به شکل مستطیل است. مکانی به شکل بالکن نیز برای تجمع بانوان در ضلع شمالی آن ایجاد شده‌است. ۳۰ ستون چوبی با پایه‌های سنگی و سرستون‌های مقرنس‌کاریشده که مشابه مسجد گزاوشت است، سقف این شبستان را که با طرح‌های ترنج و گیاه و به رنگ‌های آبی، سبز، زرد، قرمز و نارنجی نقاشی شده، نگه داشته‌است.
مهراب مسجد مهرآباد در ضلع جنوبی شبستان واقع شده و دو پنجره که بعدها مرمت شده‌اند، در دو طرف آن قرار گرفته‌اند. در پایین بالکن زنان نیز پنج پنجره در ضلع شرقی و پنج پنجره نیز در ضلع غربی قرار گرفته‌است.

## کتیبه

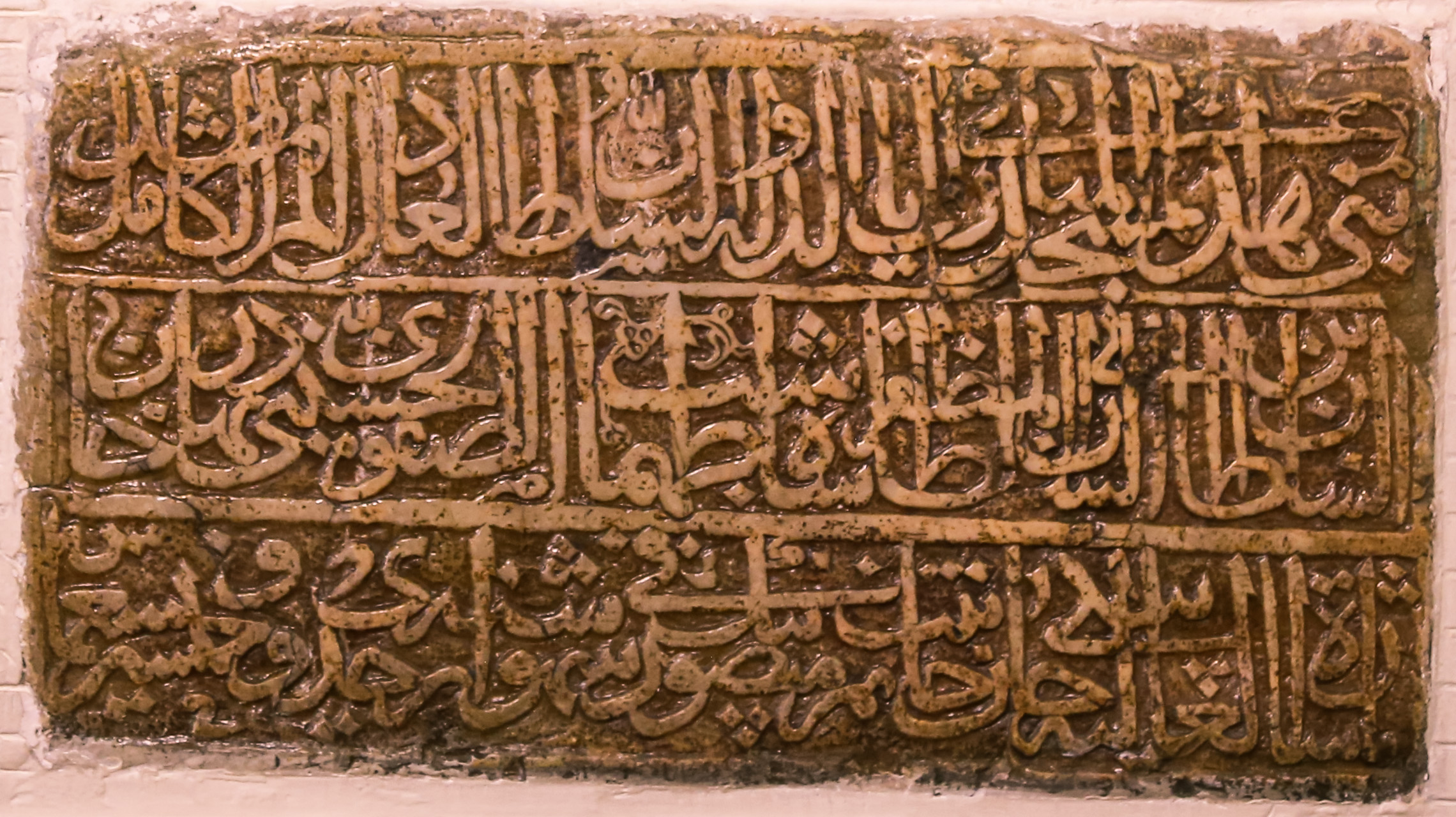
کتیبهٔ مرمرین مسجد که نام سازنده و سال ساخت آن را شرح داده است.

وجه تمایز مسجد مهرآباد با سایر مسجدهای منطقه، کتیبهٔ مرمرین آن به خط ثلث است. در این کتیبه عبارت زیر درج گردیده است:
بنی هذا المسجد المبارک فی ایام الدولیة السلطان العادل و المرشد الکامل، السلطان ابی‌المظفر شاه طهماسب الصفوی الحسینی بهادر خان به اشاره العالیه، بی‌بی جان خانم بنت منصوربیک فی شهور سنته احدی خمسین و تسعمائة.

## نگارخانه

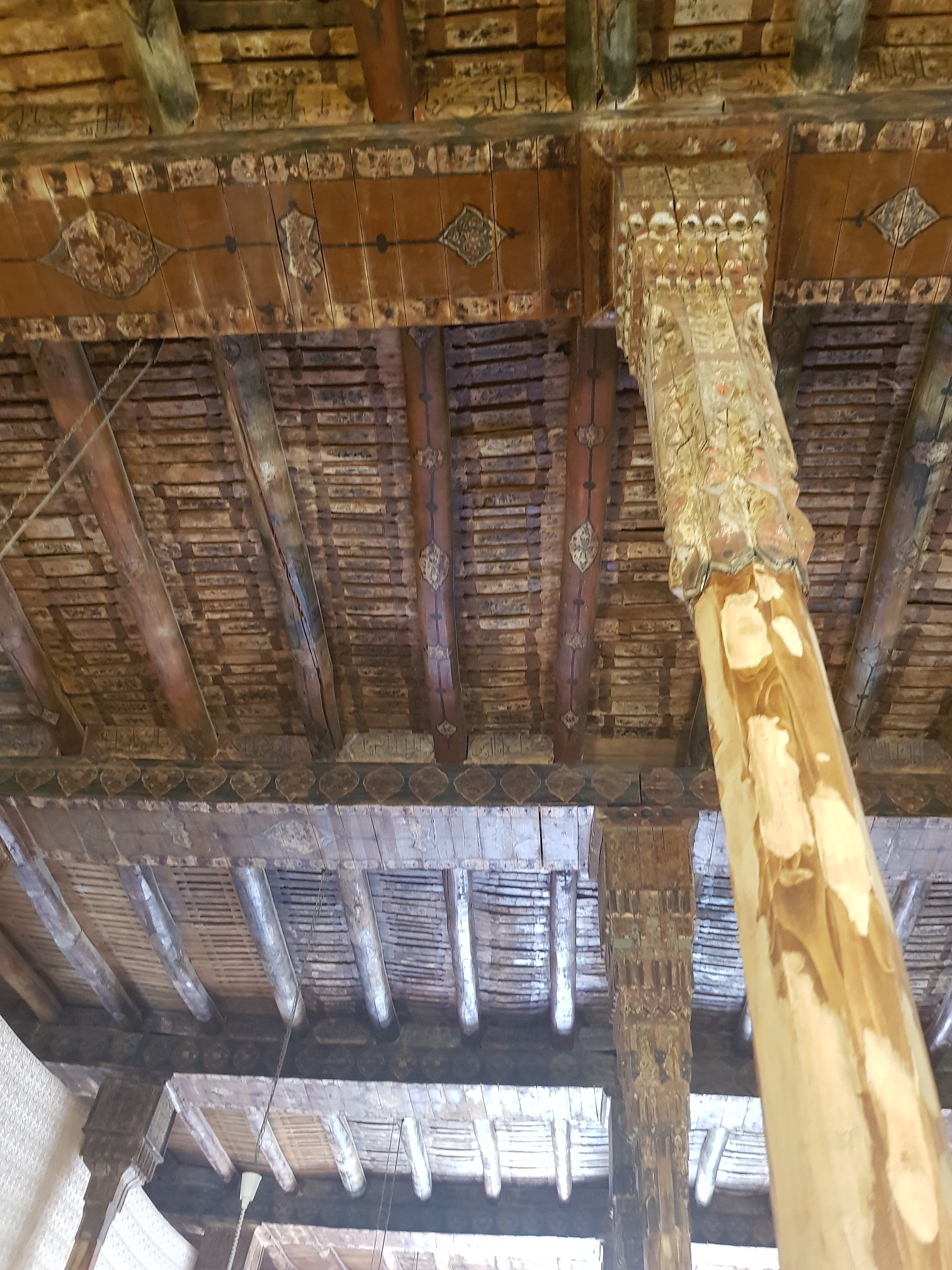
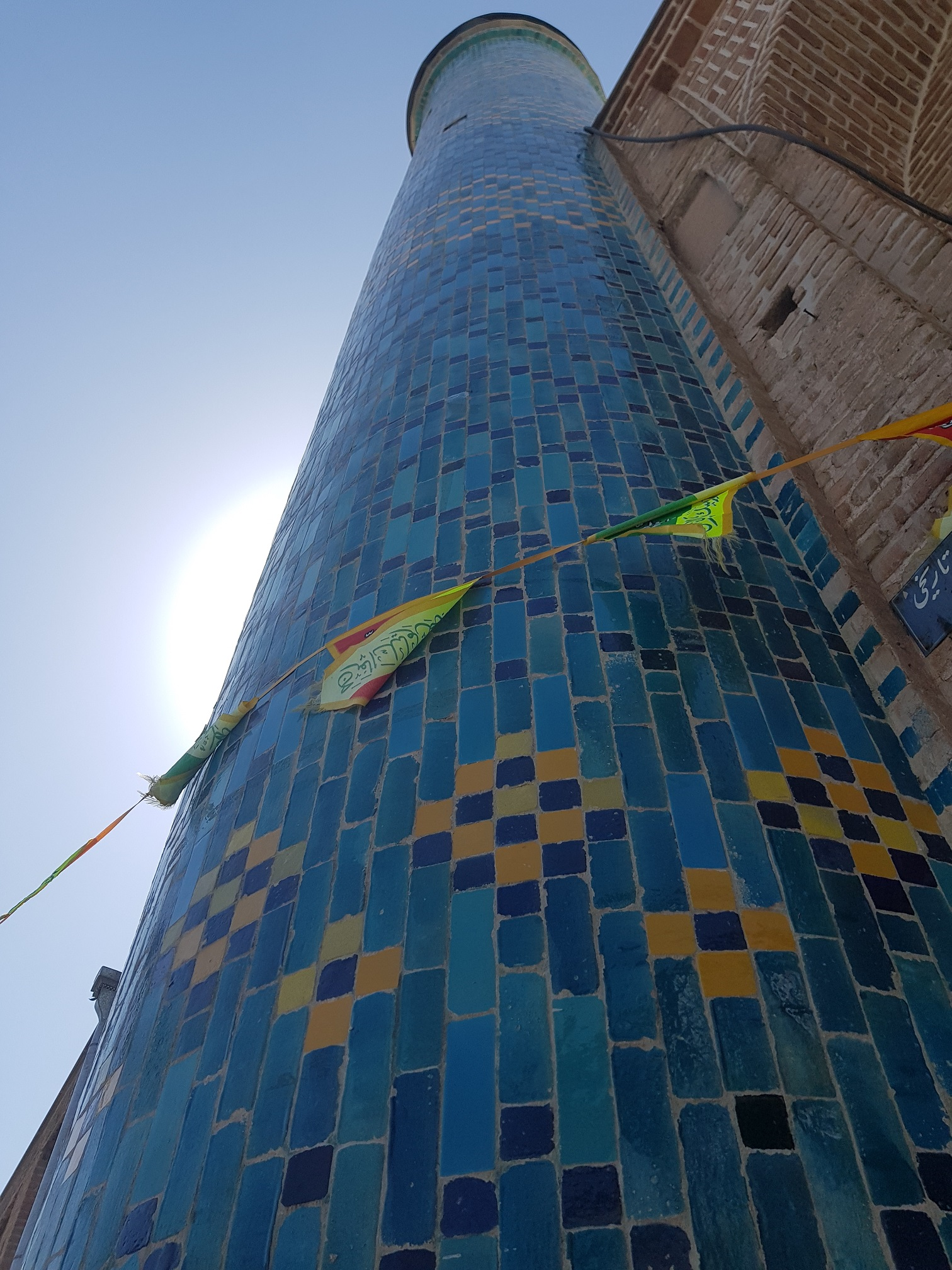
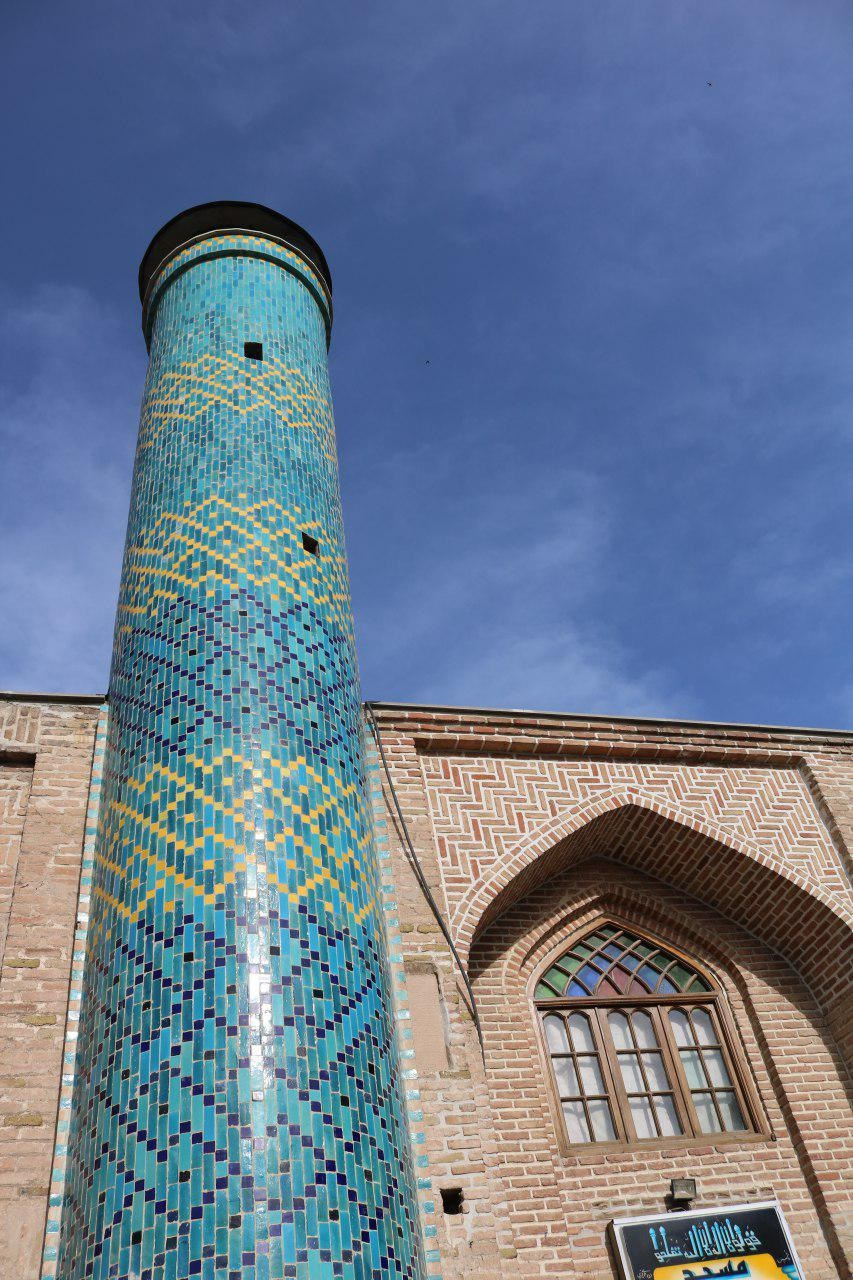